# Victor Janssen
Victor Janssen (Venlo, 9 oktober 1938) is een voormalig Nederlands voetballer die tijdens zijn profloopbaan uitsluitend voor VVV uitkwam.
De van RKSV Venlo afkomstige Janssen werd in april 1960 toegevoegd aan de selectie van VVV die een oefentrip maakte naar Engeland. In de wedstrijd tegen Blackburn Rovers (7-2 verlies) scoorde hij beide Venlose doelpunten. Toch zou het nog bijna anderhalf jaar duren voordat hij zijn competitiedebuut maakte. Bij afwezigheid van Cor de Meulemeester was Janssen op 17 september 1961 de aangewezen centrumspits tijdens Rapid JC - VVV (3-0). In het seizoen 1961-62 speelde hij in totaal 15 competitiewedstrijden waarin hij twee doelpunten scoorde, waaronder de winnende treffer in het thuisduel op 21 april 1962 tegen Ajax (1-0). Ondanks de degradatie naar de Eerste divisie in 1962 en het daaropvolgende vertrek van De Meulemeester naar DOS kwam Janssen hierna niet meer voor in de plannen van VVV-trainer Ferdi Silz die de voorkeur gaf aan Hans Sleven als aanvalsleider. Janssen keerde terug naar de amateurs waar hij nog jarenlang zou uitkomen voor SV Blerick, RKSV Venlo en VOS.

## Clubstatistieken
| Seizoen         | Club            | Competitie      | Competitie | Competitie | Beker | Beker | Overige | Overige | Totaal | Totaal |
| Seizoen         | Club            | Competitie      | Wed.       | Dlp.       | Wed.  | Dlp.  | Wed.    | Dlp.    | Wed.   | Dlp.   |
| --------------- | --------------- | --------------- | ---------- | ---------- | ----- | ----- | ------- | ------- | ------ | ------ |
| 1960/61         | VVV             | Eredivisie      | 0          | 0          | 0     | 0     | —       | —       | 0      | 0      |
| 1961/62         | VVV             | Eredivisie      | 15         | 2          | 1     | 1     | 0       | 0       | 16     | 3      |
| Carrière totaal | Carrière totaal | Carrière totaal | 15         | 2          | 1     | 1     | 0       | 0       | 16     | 3      |